# Lijst van programma's op NPO 3FM
Onderstaande lijst biedt een overzicht van alle programma's die op dit moment in de programmering van NPO 3FM zijn opgenomen. Daaronder een groot aantal programma's die ooit op dit station en voorlopers te horen zijn geweest.

## Huidige programma's
- Wijnand & Jamie in de Ochtend met Wijnand Speelman en Jamie Reuter (KRO-NCRV)
- Ivo van Breukelen (KRO-NCRV)
- Mart Meijer (AVROTROS)
- Sophie Hijlkema (AVROTROS)
- Barend & Benner met Barend van Deelen en Nellie Benner (PowNed)
- Tom & Joe met Tom de Graaf en Joe Stam (BNNVARA)
- 3voor12Radio met Eva Cleven en Jasper Leijdens (VPRO)
- Maikel van Duinen (AVROTROS)
- Sebastiaan Ockhuysen (PowNed)
- Anneli Verhees (BNNVARA)
- Joerie Zijderveld (KRO-NCRV)
- De Vrijdag Vuurwerk Show met Rob Janssen (AVROTROS)
- Leuk is Andres met Andres Odijk (KRO-NCRV)
- The beat met Justin Verkijk (NTR)
- Jasper Schrijvers (KRO-NCRV)
- Annan Verboom (KRO-NCRV)
- Obi Raaijmakers (NTR)
- Rámon Verkoeijen (PowNed)
- Mark en Mai met Mark van der Molen en Mai Verbij (BNNVARA)
- De Verlanglijst met Yoeri Leeflang (AVROTROS)
- Vera On Track met Vera Siemons (NTR)
- Bas van Schaik (PowNed)
- Wat Anders met Veronica van Hoogdalem en Vincent Reinders (ZWART)

### Nieuws
- NOS op 3: Doordeweeks ieder heel uur van 07.00 t/m 18.00 uur. Extra uitzendingen om 06.30, 07.30, 08.30, 16.30, 17.30 en 18.30 uur.
- NOS Journaal: Doordeweeks ieder heel uur van 19.00 uur t/m 06.00 uur, 's weekends de hele dag ieder heel uur.

## Voormalige programma's
- 21 Jaar TROS Pop met Ad Roland (TROS)
- 3FM BPM: MinistryOfBeats met Edwin Diergaarde (TROS)
- 3FM Middagshow met Luc & Philo met Luc Sarneel en Philo Boss (BNNVARA)
- 3FM Special met wisselend (BNNVARA, later EO/HUMAN)
- 3FM Weekend Request met Bart Arens/Barend van Deelen (TROS/AVROTROS)
- 3VOOR12BPM (VPRO)
- 3VOOR12WHITENOISE met Dave Clarke (VPRO)
- 3voor12FM (VPRO)
- 3voor12XL (VPRO)
- @Work met Domien Verschuuren (BNN)
- Aanzet met Ewald van Liempt (Gezamenlijke Omroepen)
- AdreneLine met Eline la Croix (NPS)
- Adres Onbekend met Kees Schilperoort en Anne van Egmond (KRO)
- Ajouad met Ajouad El Miloudi e.a. (BNN)
- Als je niet opstaat, dan blijf je maar liggen met Karel van de Graaf (AVRO)
- Altijd de eerste met Patrick Kicken (omroep onbekend)
- ...And all that jazz met Aad Bos (VARA)
- And the beat goes on (non-stop, samenstelling Peter Duykersloot) (KRO)
- Andres met Andres Odijk (KRO-NCRV)
- Andres Odijk (KRO-NCRV)
- Angelique met Angelique Houtveen (KRO-NCRV)
- Angelique met Angelique Stein (VARA)
- Angeliques Afternoon met Angelique Houtveen (KRO-NCRV)
- Annemieke met Annemieke Schollaardt (TROS/AVROTROS)
- Annemieke Hier  met Annemieke Schollaardt (TROS/AVROTROS)
- Annemieke Plays met Annemieke Schollaardt (TROS/AVROTROS)
- Anoûl met Anoûl Hendriks (BNN)
- Arbeidsvitaminen met Gerard Ekdom (AVRO)
- De Avondspits met Frits Spits (NOS)
- De Avondspits met Tom Blomberg en Kas van Iersel (NOS)
- De avondvrijdagshow met Olivier Bakker en Jamie Reuter (PowNed)
- De avonturen van Mark met Mark van der Molen (BNNVARA)
- AVRO Showparade met Hein Simons (AVRO)
- AVRO's Radiojournaal met div. (AVRO)
- AVRO's Toppop met Ad Visser (AVRO)
- AVRO's Sportpanorama met div. (AVRO)
- De baas van de week met Hans Schiffers (AVRO)
- Backline met Fons Dellen (VPRO)
- Barbara met Barbara Karel (NCRV)
- Barend en Wijnand met Barend van Deelen en Wijnand Speelman (NCRV, later AVROTROS/KRO-NCRV)
- Barend met Barend van Deelen (NCRV, later AVROTROS)
- Bart en De Zwart met Bart van Leeuwen en Erik de Zwart (VOO)
- Beelen voor je bek met Giel Beelen
- De Bende van Van der Lende met Frank van der Lende (PowNed, later BNN, BNNVARA)
- Het betere werk met Jorien Renkema (AVROTROS)
- Betonuur met Alfred Lagarde (VARA)
- Beursplein 5 (NOS)
- Bijna Weekend Wijnand met Wijnand Speelman (KRO-NCRV)
- Bingo met Jan van Veen (AVRO)
- Black Star Liner met Anita Breeveld en Roy Ristie (VPRO)
- Blues, ballads & beat met Meta de Vries en Reinout Weidema (AVRO)
- De boem boem disco show met Rámon Verkoeijen (BNNVARA)
- Boter, klaas en prijzen met Klaas Vaak (TROS)
- The Breakfast Club met Peter van Bruggen en Jeanne Kooijmans (KRO)
- Bring It On! met Barbara Karel en later Sander Guis (NCRV)
- BuZz met achtereenvolgens Heidi Iepema, Steef Cuijpers, Merel Uffing, Marc de Hond, Barbara Karel (NCRV)
- Bij Barend met Barend Barendse (NCRV)
- Candlelight met Jan van Veen (AVRO)
- Carola op de radio met Carola Hamer (VARA)
- CD-Show met Wim van Putten (TROS)
- Claudia d'r op met Claudia de Breij (VARA)
- CLUB3VOOR12 eerst met Jaap Boots later met Eric Corton (VPRO)
- Club Carter met Sagid Carter (VPRO)
- Club Cleven met Eva Cleven (VPRO)
- Club Lek met Jaap Boots, Edwin Brienen (VPRO)
- Club Sunrise (NON-STOP) (BNN)
- Club ajouad met Ajouad El Miloudi(BNN)
- De Coen en Sander Show met Coen Swijnenberg en Sander Lantinga (BNN)
- Countdown Café met Kees Baars en Alfred Lagarde (VOO)
- Country style met Gert van Drimmelen (NCRV)
- Country trail met Wim Pols (EO)
- CroisSanderShow met Sander Hoogendoorn (BNN)
- Curry en Van Inkel met Adam Curry en Jeroen van Inkel (VOO)
- Dance Classics Party Request met Corné Klijn (TROS)
- Danceteria met Marcel van Schaik en Ewald van Liempt (Gezamenlijke Omroepen)
- Daniël met Daniël Lippens (BNN)
- Dansen met Delsing met Tomas Delsing (VPRO)
- De Dansbar met Luc Sarneel (BNNVARA)
- Daverende Dertig met Felix Meurders (NOS)
- Demo met Gerard Kamer (KRO)
- Denk aan Henk met Henk Westbroek (VARA)
- Der Rudy! met Rudy Mackay (LLiNK)
- Des Engels met Vincent van Engelen (KRO)
- Desiree met Desiree van der Heiden (BNNVARA)
- DierOpDrie met Edwin Diergaarde (TROS)
- Dik Voormekaar Show met André van Duin en Ferry de Groot (NCRV, later TROS)
- Disco-Express met Mart van de Stad, Peter Blom (NCRV)
- Dit is de AVRO-maandag met Hans Schiffers (AVRO)
- Dit is Domien met Domien Verschuuren (BNN)
- Domien met Domien Verschuuren (NPS)
- Domien is wakker met Domien Verschuuren (NPS)
- Domien, Jouw Ochtendshow met Domien Verschuuren (BNNVARA)
- Doorloper met Roel Koeners (VARA)
- Drie van u met Kirsten Klijnsma (NCRV)
- Drie voor negen met Sjors Fröhlich, Skip Voogd e.a. (NCRV)
- Driespoor met Jeanne Kooijmans (NOS)
- Droomgeheimen met Ad Visser (AVRO)
- Dubbellisjes met Peter Holland en Wim Noordegraaf (VARA)
- De Eddy Go Round Show met Eddy Becker(NCRV)
- Effe Ekdom met Gerard Ekdom (AVRO/AVROTROS)
- Het Egmondcomplex met Anne van Egmond (KRO)
- Ekdom In De Nacht met Gerard Ekdom (AVRO)
- Ekstra Weekend met Gerard Ekdom en Michiel Veenstra (NPS/NTR)
- Elpee-pop met Henk Mouwe (NCRV)
- Elpee-tuin met Willem van Beusekom (VARA)
- En dit is Claudia met Claudia de Breij (NPS)
- Europarade met Ferry Maat later met Ad Roland (TROS)
- Eva met Eva Koreman (BNNVARA)
- Eva en Giel met Eva Koreman en Giel Beelen (BNN-VARA)
- Evers in het wild met Edwin Evers (VOO)
- Evers staat op met Edwin Evers (KRO)
- Expresso met ? (EO)
- De Feestcommissie met Giel Beelen (AVRO)
- Felix Meurders (radioprogramma) met Felix Meurders (VARA)
- Ferry's Gouwe Ouwe Club met Ferry Maat (TROS)
- Floris Molenaar (KRO-NCRV)
- Frank & Eva: Welkom bij de club! met Frank van der Lende en Eva Koreman (BNNVARA/VPRO)
- Freaknacht met Sander Hoogendoorn (BNN/VARA)
- Frontlijn met Gerard J. Walhof (VPRO)
- Gesodemeurders met Felix Meurders (VARA)
- Get Back met Hans Schiffers (AVRO)
- GIEL met Giel Beelen (VARA)
- Giel Hier met Giel Beelen (KRO)
- Gigagiel met Giel Beelen (NPS)
- Goeiemiddag met Henk Mouwe (NCRV)
- Gonzo radio met Jan Donkers (VPRO)
- Gospelrock met Henk Mouwe later met Harjo Thijs (NCRV)
- De Gouden Uren met Ferry Maat (TROS)
- Goud van Oud met Peter Teekamp (VOO)
- De Van de Graaf-generator met Karel van de Graaf (AVRO)
- Guis met Sander Guis (AVRO)
- Hanneke met Hanneke Eilander (EO)
- Happy Sound met Ad Everaars (NCRV)
- Hard en Giel met Giel Beelen (NPS)
- Harm dB met Harm den Besten (BNN)
- Harro de Jonge met Harro de Jonge (NCRV)
- Havermoutshow met Klaas Vaak/Tom Mulder later met Karel van Cooten, Rob van Someren, Hanno Dik, Patrick Kicken en Peter Plaisier (TROS)
- Heartlands met Roel Bentz van den Berg e.a. (VPRO)
- Hein met Hein Keijser (BNNVARA)
- Henk met Henk van Steeg (EO)
- Herman met Herman Hofman (AVRO, later AVROTROS)
- Herman Hofman (AVROTROS)
- Hier! met Olivier Bakker (AVROTROS)
- Hilversum 3 Top 30 met Joost den Draayer (VPRO)
- Hitbrouwerij  met Mark de Brouwer (VARA)
- Hitjes en Datjes met Peter Koelewijn (KRO)
- Hitweek met Tom Blomberg (KRO)
- Holland wordt wakker met Peter Holland (VARA)
- Holland ze zeggen met Peter Holland (VARA)
- Hollands glorie met Krijn Torringa (AVRO)
- Hollands handwerk met Peter Holland (VARA)
- Hot Curry met Adam Curry (VOO)
- Hugo van Gelderenshow met Hugo van Gelderen (TROS)
- Hurrie Up met Stefan Stasse, Beatrijs Sluijter, Jan Elbertse & Jos Bruins (KRO)
- Ilhame met Ilhame Ajouaou (BNNVARA)
- In the Still of the Night met Ahmed Muthalib en Frits Bloemink
- Jaargenoten met Frits Spits (NOS)
- JA!Cobus met Cobus Bosscha
- Jackpot met Henk Westbroek (VARA)
- Jaimy de Ruijter (BNNVARA)
- Jamie met Jamie Reuter (KRO-NCRV, later PowNed)
- Jan-Paul met Jan-Paul Beukema (BNNVARA)
- Jasper met Jasper Leijdens (AVROTROS)
- Jazz Time met Hans Rosekrans (NCRV)
- Jim Vorwald met Jim Vorwald (NTR)
- Joe Blow Show met Jan Donkers (VPRO)
- Joey & Wijnand met Joey Koeijvoets & Wijnand Speelman (EO)
- The John Peel Show met John Peel (VPRO)
- Joost met Joost Schulte (NTR)
- Joost Schulte (NTR)
- Joost mag niet eten met Joost den Draayer (NOS)
- Jorien met Jorien Renkema (NTR, later AVROTROS)
- Jouwweekendfinale! met Klaas van Kruistrum (EO)
- Juist op zondag met Meta de Vries (AVRO)
- Kaat tot Laat met Joram Kaat (EO)
- Kamikaze 2000 met Edwin Brienen (VPRO)
- Kas van Iersel met Kas van Iersel (AVRO)
- Keur in de middag met Eddy Keur (PowNed)
- Kevin met Kevin van Arnhem (KRO-NCRV)
- Kicken voor je kiezen met Patrick Kicken
- Kink FM (radioprogramma) met Arjen Grolleman (VOO)
- Kink FM (radioprogramma) met Rob Stenders (VOO)
- Klaarwakker Kristel met Kristel van Eijk (BNN)
- Klink Klaar met Elles Berger en Joop Smits (VARA)
- Ko de Boswachtershow met Burny Bos (AVRO)
- Komt er nog wat van met Peter van Dam (KRO)
- Koning Zzakk in Muzykland met Ton Feil (VPRO)
- Koploper met Gerard Oonk (NCRV)
- Kort en Klijn met Corné Klijn (NPS, later TROS)
- Koud Zweet met Edwin Brienen (VPRO)
- Krachtvoer met Marc Stakenburg (KRO)
- De krijsende tafel met Marc Stakenburg e.a. (KRO)
- K-Rock met Vincent van Engelen (KRO)
- KRO's wereldparade met Peter van Dam en Hubert van Hoof (KRO)
- KRO-ORK met Ruud Hermans (KRO)
- De lach of ik schietshow met André van Duin en Ferry de Groot (NCRV)
- Land der levenden met Andres Odijk (KRO-NCRV)
- Lang leve het weekend! met Yoeri Leeflang (AVROTROS)
- Langs de Lijn met diverse presentatoren (NOS)
- Lantinga & Swijnenberg met Sander Lantinga en Coen Swijnenberg (BNN)
- Late Date met Skip Voogd (NCRV)
- De Leeuw wordt wakker met Paul de Leeuw (VARA)
- Het Lek met Jaap Boots en Arjan Snijders en Luc Janssen (VPRO)
- Let's Twist again met Jan van Veen (AVRO)
- Leuk Is Anders met Dolf Jansen (VARA)
- Het leven begint na zeven met Peter Koelewijn (KRO)
- Lex met Lex Gaarthuis (BNN)
- LEX met Lex Uiting (VARA/BNNVARA)
- Lieke met Lieke Veld (BNN), later met Lieke de Kok (AVROTROS)
- Live vanuit Klazienaveen met Timur Perlin/Sander Hoogendoorn en Frank van der Lende (BNN)
- Los! met o.a. Luciën Foort en later Ajouad El Miloudi (BNN)
- Los Vast met Jan Rietman (NCRV)
- LP en CD-show met Wim van Putten (TROS)
- De LP Show met Wim van Putten (TROS)
- Luc met Luc Sarneel (BNNVARA)
- Luc Sarneel (BNNVARA)
- Lukraak met Krijn Torringa (AVRO)
- Magic Friends met Peter Plaisier en Sjors Fröhlich (NCRV)
- Manneke Pop met Peter van Dam (KRO)
- Mark & Rámon met Mark van der Molen en Rámon Verkoeijen (BNNVARA)
- Mark + Rámon met Mark van der Molen en Rámon Verkoeijen (BNNVARA)
- Mark en Mai met Mark van der Molen en Mai Verbij (BNNVARA)
- Mark in the dark met Mark van den Akker
- Markplaats met Mark van der Molen (Powned/AVROTROS)
- Mark van der Molen (BNNVARA)
- Matthieu met Matthieu Schotvanger (BNNVARA)
- Mega Top 30, voorheen Mega Top 50 met Gijs Staverman, Martijn Krabbé, Daniël Dekker, Corné Klijn, Bart Arens, Barend van Deelen, Rob Janssen, Jorien Renkema, Olivier Bakker (TROS, later AVROTROS)
- Meta de Vries met Meta de Vries (AVRO)
- MetMichiel met Michiel Veenstra (NPS/NTR)
- Met vriendelijke groeten met Jan Borkus (VARA)
- Miniparade met Eddy Keur (KRO)
- Mister Lee's Mysterious Washing Machine met Mister Lee (Jaap Boots) (VPRO)
- Mix met Herman Stok (VARA)
- Moondogs met Wim Bloemendaal e.a. (VARA)
- De Moordlijst met Luc Janssen, later Aldith Hunkar, Edwin Brienen (VPRO)
- MoveYourAss met Eline la Croix en later Rudy Mackay e.a. (LLiNK)
- Muziek met Meta met Meta de Vries (AVRO)
- Muziek motief (non-stop, samenstelling: Leo Blokhuis) (EO)
- Muziekmozaïek met Willem Duys (AVRO)
- De Muzikale Fruitmand met Bep van Rij (EO)
- Nachtbraken met Joost met Joost Schulte (NTR)
- Nachtbraken met Obi met Obi Raaijmaakers (NTR)
- NachtBuZz met Merel Uffing en Marc de Hond (NCRV)
- Nachtegiel met Giel Beelen (VARA)
- De Nationale elpee top 50 met Ad Visser en Reinout Weidema (AVRO)
- Nar (Ned. Artiesten parade) met Coen Serre (VARA)
- Nashville met Wim Bloemendaal (VARA)
- Nationale Hitparade met Felix Meurders, later Frits Spits en Tom Blomberg (NOS)
- Nationale Hitparade met Jeroen Soer, Martijn Krabbé, Ferry Maat (TROS)
- Nederlandse Top 40 met Ferry Maat (TROS), later Lex Harding, Erik de Zwart (VOO)
- Nederlandstalige Top 10 (TROS) met Peter van Dam, Hugo van Gelderen, Ad Roland
- Nieuwsbox met Peter van Bruggen (KRO)
- De Noen Show met onder anderen Robert ten Brink (KRO)
- Nogal Wakker met Mark van der Molen (PowNed)
- NOS-Jazz met Pim Gras (NOS)
- NOS Maal met Joost de Draaier of Frits Spits
- Nozems a GoGo met Fons Dellen en Lotje IJzermans (VPRO)'
- Obi Raaijmaakers (NTR)
- De ochtenddienst met Luc Sarneel (BNNVARA)
- Olivier met Olivier Bakker (KRO-NCRV, later AVROTROS)
- Olivier Bakker (AVROTROS)
- On Stage  met Giel Beelen (BNNVARA)
- Ontij met Arjan Snijders (VARA)
- Ontzettend Dikke Ochtend Frank met Frank Dane (BNN)
- Ook goeiemorgen met Jeroen van Inkel (VOO)
- Oorkussen met Wim Noordhoek en Cor Galis (VPRO)
- Op slag van maandag met Hubert van Hoof (KRO)
- Op Stap met ? (NCRV)
- Open Radio met Timur en Rámon met Timur Perlin en Rámon Verkoeijen (BNN)
- De Orde van de Nacht met Jasper Leijdens en Rob Janssen (AVROTROS)
- Paperclip Radio met Sjors Fröhlich (NCRV)
- Parels van de nacht met Kevin van Arnhem (KRO-NCRV)
- Partij voor de Vrijdag met Rob Janssen en later Wijnand Speelman (AVROTROS)
- De Paul Meier Show met Henk Terlingen (NOS)
- Paviljoen Drie met Felix Meurders en Dolf Brouwers (VARA)
- Pep op drie met Edvard Niessing (KRO), later Gerard de Vries (TROS)
- Persvers met ? (NCRV)
- (P)laatwerk met ? (KRO)
- Polderpopparade met Ad Roland (TROS)
- Popdonder + met Koos Zwart (VARA)
- Popexpres met Peter Blom (NCRV)
- Pop-Eye met Stefan Stasse e.a. (KRO)
- Popfrisser met Henk Mouwe (NCRV)
- Popkrant met Henk Westbroek e.a. (VARA)
- Poppodium met Jan Douwe Kroeske e.a. (VARA)
- Pop non-stop (samenstelling: Jaap de Groot) (NCRV)
- Popsjop met Jaap de Groot, later Peter Plaisier
- Popstation met Henk Mouwe (NCRV)
- Poptima Forma met Rick van Velthuysen (KRO)
- Pop van Gerry Hoiting en Jan Steeman met Gerry Hoiting en Jan Steeman (AVRO)
- Poster met Tom Mulder (TROS)
- Praatpaal 15 met Birgit (AVRO)
- Praise met Jan van den Bosch (EO)
- Programmatitel onbekend met Olivier Bakker (AVROTROS)
- PS Radio met Paul Rabbering en Sofie van den Enk (KRO)
- Pyjama FM met o.a Mark van den Akker, Arjan Snijders, Marc Hamburger, Albert-Jan Sluis, Giel Beelen, Tim Klijn, Gerard Ekdom, Roeland van Zeijst, Dennis Hoebee en Raymond Hagedoorn e.a. (AVRO/KRO)
- RabRadio met Paul Rabbering (KRO-NCRV)
- Rabarbara met Esther Molengraaf en Sebastiën Latten (NCRV)
- Radio op 'n broodje met Rob Janssen (AVROTROS)
- Radio Thuisland met Rocky Tuhuteru e.a. (NOS)
- Radio Tour de France met diverse presentatoren
- Radio de zwarte roos met Peter van Bruggen, Anne van Egmond en Hans Hoekman (KRO)
- Rámon met Rámon Verkoeijen (BNN)
- Rámon, met een streepje op de A met Rámon Verkoeijen (BNN)
- Rauhfaser met Hans Wynants (KRO)
- Razende Roelands Nachtbraaksel met Roeland van Zeijst (AVRO)
- Requestival (BNNVARA)
- Rob & Wijnand en de Ochtendshow met Rob Janssen en Wijnand Speelman (AVROTROS/KRO-NCRV)
- RobRadio met Rob Stenders (PowNed)
- Robin Albers met Robin Albers (AVRO)
- Rock dreams met Vincent van Engelen (KRO)
- De Rock 'n Roll Methode met Felix Meurders (VARA ?)
- Rock-Tempel met Vincent van Engelen en Harry de Winter (KRO)
- Romeo Altenberg met Romeo Altenberg (AVRO)
- 'n Rondje van Dam met Peter van Dam en Jan Steeman (AVRO)
- Ronduit music time met Jan van den Bosch (EO)
- Ronduit op drie met Nen van Ramshorst en Jan van den Bosch (EO)
- Ronflonflon met Jacques Plafond (Wim T. Schippers) (VPRO)
- ruuddewild.nl met Ruud de Wild (BNN/TROS later alleen BNN)
- Sander met Sander Hoogendoorn (BNNVARA)
- Sander Hoogendoorn met Sander Hoogendoorn (BNN)
- Sander Hoogendoorn Sound System met Sander Hoogendoorn (BNNVARA)
- Sanderdome met Sander Hoogendoorn (BNN)
- SanderSjow met Sander Lantinga (NPS)
- Sanders Vriendenteam met Sander Hoogendoorn (BNNVARA)
- Saskia & Olivier met Saskia Weerstand en Olivier Bakker (KRO-NCRV)
- Saskia met Saskia Weerstand (KRO-NCRV)
- Sense of Dance met Ajouad El Miloudi (BNN)
- Sense of Dance - Part II met Ajouad El Miloudi (BNN)
- Sesjun met Cees Schrama (TROS)
- Showparade met Hein Simons (AVRO)
- Simone Walraven met Simone Walraven (VOO)
- Skaj is the limit met Kaj van der Ree (BNNVARA)
- Slapen is voor Losers! met Harm den Besten (BNN)
- Slapen kan altijd nog met Sophie Hijlkema (AVROTROS)
- Somertijd met Rob van Someren (TROS)
- Sophie met Sophie Hijlkema (AVROTROS)
- Sophie en Mart met Mart Meijer en Sophie Hijlkema (AVROTROS)
- Soulshow met Ferry Maat (TROS)
- Spam met Egbert Jan Weber (BNN)
- Spitsbeeld met Frits Spits (VARA)
- Spleen met Ignit van Kasteren (VPRO)
- Sportshow met ? (NCRV)
- Stampij met Hanneke Kappen (KRO)
- De Steen en Been Show met Jack Spijkerman (VARA)
- Het Steenen tijdperk met Jan Steeman later met Hans Schiffers en Jeroen Kosterman (AVRO)
- Steevast met Jan Steeman (AVRO)
- Stenders Eetvermaak met Rob Stenders (VARA)
- Stenders Late Vermaak met Rob Stenders (PowNed)
- Stenders Vroeg met Rob Stenders en Fred Siebelink (VARA)
- Stenders en Van Inkel met Rob Stenders en Jeroen van Inkel (VOO)
- Stenders in de middag met Rob Stenders en Fred Siebelink (VARA)
- De Stijn met Stijn van Vliet (KRO-NCRV)
- Studio Saskia met Saskia Weerstand (KRO-NCRV)
- De Suite met Jan Donkers (VPRO)
- Superclean Dreammachine met Ad Visser (AVRO)
- Superrradio met Timur Perlin en Rámon Verkoeijen (BNN)
- Swijnenstal met Coen Swijnenberg (omroep onbekend, later NPS)
- TROS Top 50 met Ferry Maat later Erik de Zwart (TROS)
- Tannaz met Tannaz Hajeby (EO)
- That's Live met  Eric Corton, Frank van der Lende en Sander Hoogendoorn  (BNN)
- De Theo Stokkink Show met Theo Stokkink (KRO)
- Thijs met Thijs Maalderink (BNN)
- Thomas Hekker (PowNed)
- Tiësto's Club Life  met Tiësto (BNN)
- Tijd voor toen met Tom Blomberg (KRO)
- Tijdsein met Hans le Poole en Tom Herlaar (EO)
- Timur op 3FM met Timur Perlin (BNNVARA)
- Tipparade met Hugo van Gelderen (TROS), later Bart van Leeuwen (VOO)
- Togaparty met Maja van den Broeke (VPRO)
- Tombola met Anne van Egmond, Lex Lammen en Lex Tondeur (KRO)
- Toppop Disco met Frank van der Mast (Jan de Hoop) en Jan Steeman (AVRO)
- Toppop Radio met Kas van Iersel, later Robin Albers, Rick van Velthuysen (AVRO)
- Toppop Twintig met Rick van Velthuysen (AVRO)
- Tracks met Jan Douwe Kroeske e.a. (VARA)
- TurbuLent met Bert van Lent (PowNed)
- Tussenuur met Sjors Fröhlich (NCRV)
- Twee Meter De Lucht In met Jan Douwe Kroeske (VARA)
- Twee Vier met Sophie Hijlkema, later Herman Hofman (AVROTROS)
- Typisch Jansen met Leonie Jansen, Erik Post en Roel Koeners (VARA)
- Vacaturebank (NOS)
- Vacuüm met Edwin Brienen (VPRO)
- Van negen tot twaalf met Anne van Egmond en Henk Bouwman (KRO)
- Vara's getallenrijk met Jack Spijkerman (VARA)
- VARA's Zoekplaatje met Felix Meurders (VARA)
- VPRO-vrijdag op Drie met oa. Germaine sans gêne met Germaine Groenier
- de Vergulde gaper met Bart van Leeuwen (VOO)
- Het Veronica Avontuur met Erik de Zwart (VOO)
- Veronica's Popjournaal met Jos Bergenhenegouwen (VOO)
- Verrukkelijke 15 met Jeroen Soer, later Pieter Jan Hagens, Rob Stenders (VARA)
- Vier Sas! met Saskia Weerstand (KRO-NCRV)
- Vijftig pop of een envelop met Tom Mulder (TROS)
- Villa 65 met Roel Bentz van den Berg, Edwin Brienen, Luc Janssen, Fons Dellen en Lotje IJzermans (VPRO)
- Vincent van Engelen-show met Vincent van Engelen (KRO)
- Voer voor Vogels met ? (KRO)
- Vol gas/de Nummerplaat met Karel van de Graaf (AVRO)
- VoorAan met Olivier Bakker en Jamie Reuter (PowNed)
- Vriendelijk welkom bij Barend met Barend Barendse (NCRV)
- Vrij met Timur Perlin, later Frank van der Lende en Mark van der Molen & Rámon Verkoeijen (BNNVARA)
- Vroegop met Sjors Fröhlich (NCRV)
- Vuurwerk met Henk Westbroek e.a. (VARA)
- Wachten op middernacht met Herman Stok (VARA)
- De Wakkere Wereld met Jeanne Kooijmans (KRO)
- Walhalla met Jan Smeets (KRO)
- We want more zeroes met Rob Janssen en Wijnand Speelman en Jorien Renkema (AVROTROS/KRO-NCRV)
- Weekend Wijnand met Wijnand Speelman (KRO-NCRV)
- Weekend blues met Kirsten Klijnsma of Harro de Jonge (NCRV)
- Weeshuis van de hits, het met Peter van Bruggen (KRO)
- Welke Sinatra bedoelt u? met Cor Franc (AVRO)
- Wessel van Diepen met Wessel van Diepen (VARA)
- De Wilde Wereld met Fons Dellen en Bram van Splunteren (VPRO)
- WiWaWeekendShow met Luc Sarneel (BNNVARA)
- Wijnand in de ochtend met Wijnand Speelman (KRO-NCRV)
- Winfried met Winfried Bayens (NPS)
- WOUT! met Wouter van der Goes (BNN)
- Xnoizz met Miranda van Holland (EO)
- Yoeri met Yoeri Leeflang (AVROTROS)
- Yoeri Leeflang (AVROTROS)
- Yorout met Roeland van Zeijst (AVRO)
- De Zalige liefdeslijn met Paul van der Lugt en Erna Stassen (KRO)
- Zaterdag Sport met Eddy Jansen, Peter Blom en Govert van Brakel (NCRV)
- Zin in pop met Winfried Povel (KRO)
- Zoëyzo met Eddy Zoëy (BNN)
- Het Zomercomplex met Paul van der Lugt (KRO)
- Zone met Aldith Hunkar, later Edwin Brienen (VPRO)
- Het zondagse gezicht van de VARA met Aad Bos en Roel Koeners (VARA)
- De zwevende hemel met Birgit Gantzert (AVRO)

NPO 3FM · Qmusic · Radio 538 · Radio Veronica · 100% NL